# Sci nautico ai Giochi mondiali 2022
Le competizioni di sci nautico ai Giochi mondiali 2022 si sono svolte dal 14 al 16 luglio 2022 al Avondale Park Historic District di Birmingham in Alabama, negli Stati Uniti d'America. L'evento era originariamente stato calendarizzato nel luglio 2021, ma i Giochi mondiali sono stati riprogrammati per l'anno successivo a seguito del rinvio dei Giochi olimpici estivi di Tokyo 2020, dovuto all'insorgere dell'emergenza sanitaria causata dalla pandemia di COVID-19.

## Podi

### Uomini
| Specialità           | Oro              | Argento          | Bronzo         |
| Tricks (dettagli)    | Adam Pickos      | Danylo Filchenko | Pierre Ballon  |
| Slalom (dettagli)    | Nate Smith       | Brando Caruso    | Cole McCormick |
| Jump (dettagli)      | Danylo Filchenko | Taylor Garcia    | Tobías Giorgis |
| Wakeboard (dettagli) | Nic Rapa         | Stefano Comollo  | Maxime Roux    |

### Donne
| Specialità           | Oro              | Argento          | Bronzo                |
| Tricks (dettagli)    | Neilly Ross      | Anna Gay         | Aaliyah Yoong Hanifah |
| Slalom (dettagli)    | Regina Jaquess   | Jaimee Bull      | Geena Krueger         |
| Jump (dettagli)      | Lauren Morgan    | Taryn Grant      | Valentina González    |
| Wakeboard (dettagli) | Hinata Yoshihara | Eugenia De Armas | Taylor McCullough     |

## Medagliere
| Posiz. | Nazione     | Oro | Argento | Bronzo | Totale |
| ------ | ----------- | --- | ------- | ------ | ------ |
| 1      | Stati Uniti | 4   | 2       | 1      | 7      |
| 2      | Canada      | 1   | 2       | 1      | 4      |
| 3      | Ucraina     | 1   | 1       | 0      | 2      |
| 4      | Australia   | 1   | 0       | 0      | 1      |
| 4      | Giappone    | 1   | 0       | 0      | 1      |
| 6      | Italia      | 0   | 2       | 0      | 2      |
| 7      | Argentina   | 0   | 1       | 1      | 2      |
| 8      | Francia     | 0   | 0       | 2      | 2      |
| 9      | Cile        | 0   | 0       | 1      | 1      |
| 9      | Germania    | 0   | 0       | 1      | 1      |
| 9      | Malaysia    | 0   | 0       | 1      | 1      |
| Totale | Totale      | 8   | 8       | 8      | 24     |